# Philodendron morii
Philodendron morii är en kallaväxtart som beskrevs av Thomas Bernard Croat. Philodendron morii ingår i släktet Philodendron och familjen kallaväxter.
Artens utbredningsområde är Panamá. Inga underarter finns listade.